# معركة الطرفية
معركة الطرفية، هي معركة وقعت في عام 1325هـ في قرية الطرفية بمنطقة القصيم بين قوات الملك عبد العزيز من جهة وقوات الأمير سلطان الحمود الرشيد أمير حائل ومحمد بن عبدالله ال مهنا أبا الخيل أمير بريده وفيصل بن سلطان الدويش شيخ قبيلة مطير من جهة أخرى، انتصرت قوات الملك عبد العزيز.

## المعركة
قام أمير بريدة، محمد بن عبد الله ال مهنا أبا الخيل بالتحالف مع أمير حائل بعد أن قتل الملك عبد العزيز ابن عمه الأمير صالح بن حسن المهنا، فاتفق مع أمير حائل سلطان الحمود الرشيد على أن يكونا يداً واحدة ودعاه للقدوم إليه في بريدة، وازداد قوة بقدوم الشيخ فيصل بن سلطان الدويش شيخ مطير إليه وعاهده على الوقوف معه.
سارع الملك عبد العزيز في التحرك إلى القصيم ومعه بنى عمر من سبيع وقادتهم طلال بن عجرش وعبدالله بن مرعيد ومسلم بن مجفل ووصل عنيزة التي هب أهلها معه وخرج بجموعة لمهاجمة سلطان الحمود الرشيد في بريدة وحصلت مناوشات لم تسفر عن دخول ابن سعود البلدة، وفي إحدى الغارات كبت فرس الملك عبد العزيز فوقع منها وقعة مشئومة كسر فيها عظم كتفه.
أقبل فيصل الدويش يناصر بن رشيد ومحمد أبا الخيل، فتصدى فبدات المناوشات بين الدويش وبن سعود حتى بلدة الطرفية التي كان يخيم بها واستولى على معسكره.
وسار ابن رشيد وابن مهنا مع فلول فيصل الدويش إلى مهاجمة الملك عبد العزيز في الطرفية وعادوا إلى بريدة وهدأت المعركة، وبعد ذلك عاد ابن رشيد إلى حائل ورجع ابن سعود إلى الرياض.

## انظر ايضاً
- معركة تربة
- معركة أم العصافير